# Uroscopie

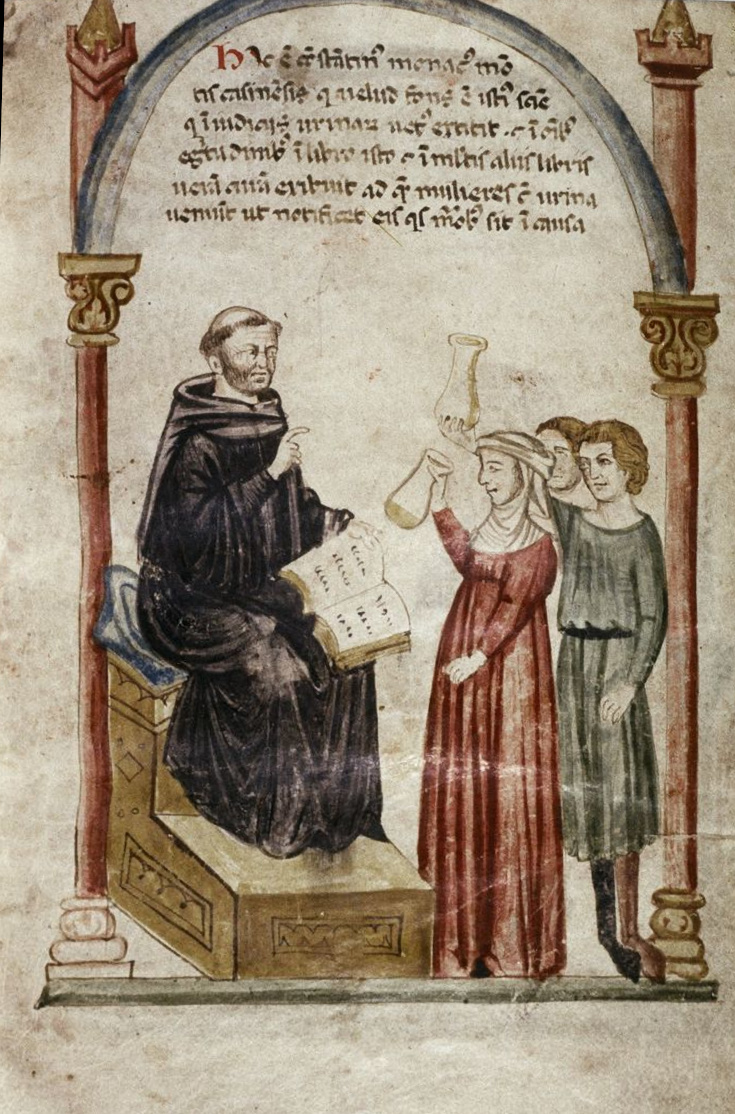
Personnes présentant leur urinal pour le diagnostic d'un échantillon de leur urine au médecin Constantin l'Africain au XIe siècle.

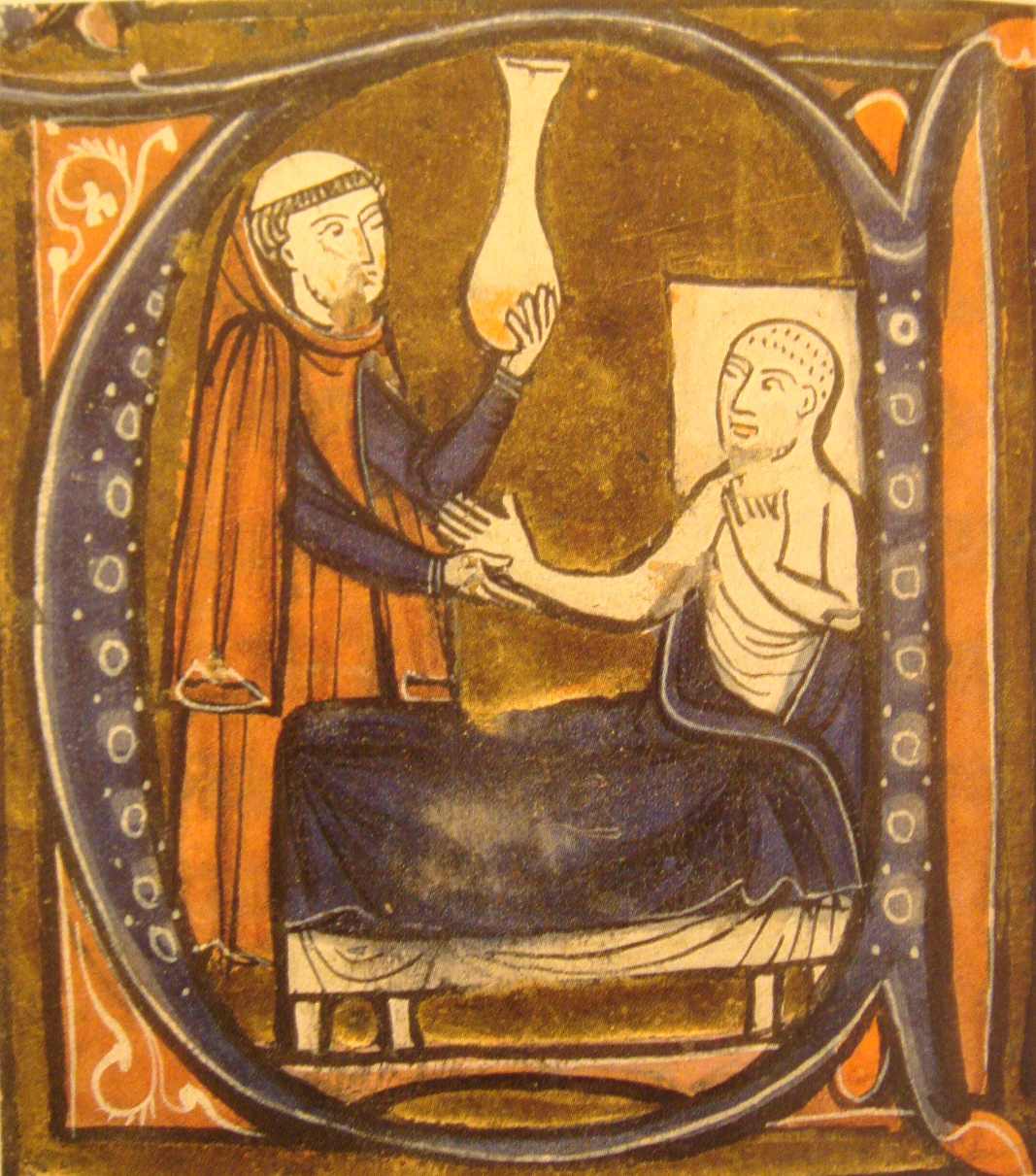
Al-Razi tenant une matula, dans le Recueil des traités de médecine de Gérard de Crémone, 1250-1260.

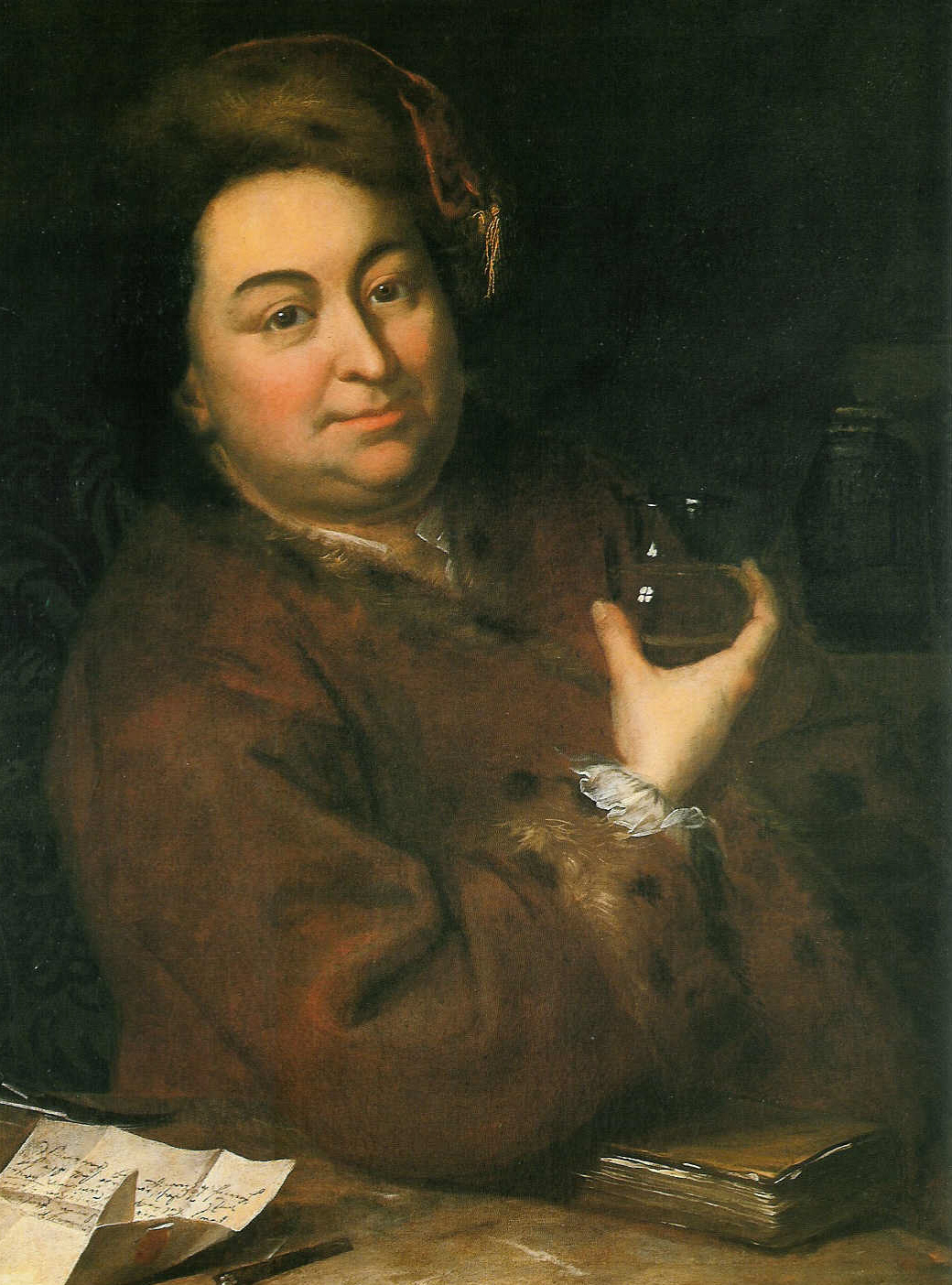
En Suisse, le médecin des montagnes Michael Schüppach recevait des flacons d’urine de toute l’Europe au XVIIIe siècle.

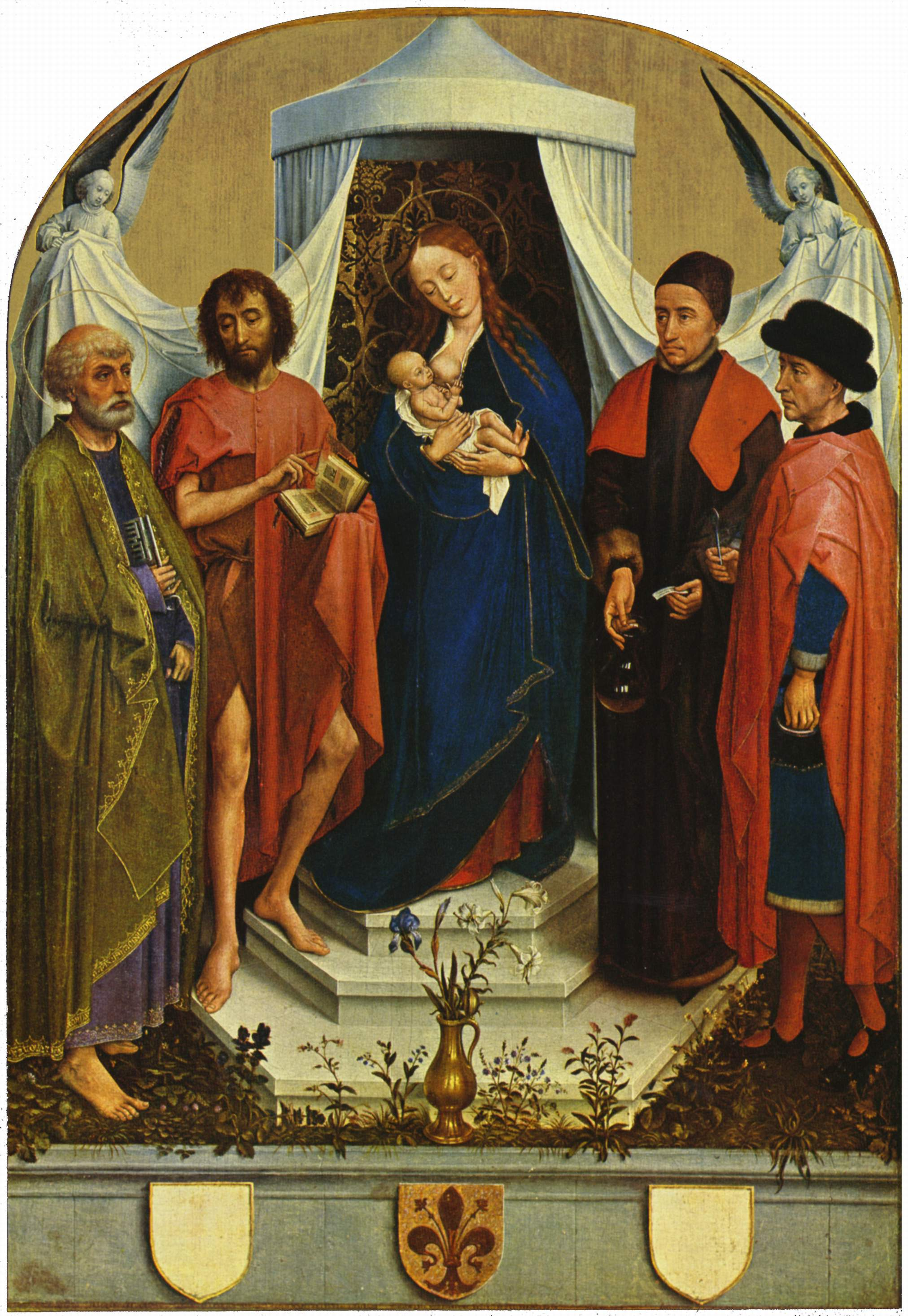
Dans la Madone des Médicis de Rogier van der Weyden, saint Côme, patron des médecins, est représenté avec son attribut, l'urinal.

L’uroscopie ou uromancie est une pratique historique médicale consistant initialement en l'examen visuel de l'urine qui permet de diagnostiquer les symptômes de maladies. Elle remonte à l'Égypte ancienne, l'Assyrie et le royaume de Babylone, l'Inde, gagnant le monde gréco-romain puis, après la chute de l'Empire romain d'Occident, se diffuse à Constantinople où elle fait l'objet d'un très grand intérêt dans la médecine byzantine, enfin elle se répand en Europe grâce aux traductions d'auteurs byzantins et arabes par l'école de médecine de Salerne à partir du XIe siècle.
Pratiquée jusqu'à la fin du XVIIe siècle, cette médecine empirique se révèle le précurseur de l'urologie. Bon nombre des hypothèses formulées par les médecins antiques sur les capacités de l'uroscopie à établir un diagnostic médical fiable se sont révélées infondées et non scientifiques. Néanmoins, l'examen actuel de l'urine d'un patient (par la vue mais aussi l'odorat, le goût, le toucher et l'ouïe) peut fournir des données préliminaires pour établir un diagnostic : ce cas particulier d'analyse urinaire se limite généralement aux infections qui touchent le système urinaire, le système sanguin ou les hémorragies qui peuvent modifier le volume, la couleur, la turbidité et l'odeur de l'urine.

## Histoire
Bon nombre de médecins dans l'histoire ont eu recours à l'inspection et l'examen de l'urine de leurs patients appelé uroscopie. Hippocrate décrivait déjà l'examen d'urine, mirant et observant la situation des dépôts urinaires dans un récipient spécial, la matula (l'urinal étant devenu l’emblème des médecins au Moyen Âge) mais il préférait tâter le pouls, unique intervention de diagnostic manuel direct.
Le médecin byzantin Théophile le Protospathaire écrit le traité De Urinis au VIIe siècle qui est traduit probablement au XIe siècle par les médecins de l'école de médecine de Salerne qui en font la promotion, ce texte canonique entrant dans l'enseignement ordinaire de la médecine médiévale (il est intégré au corpus de textes de médecine connu sous le nom d’Articella, art mineur), l'uroscopie détrônant les autres examens jusque-là pratiqués (aspect du patient et sa position, son état général, tonalité de sa voix, examen de sa sueur, ses crachats, ses fèces), notamment l'hématoscopie (diagnostic médical par l'examen du sang) ou la glossoscopie (diagnostic médical par l'examen de la langue), à l'exception de la sphygmologie, le diagnostic médical par le pouls restant une technique prisée. Dans son prolongement, le médecin juif Isaac Israeli ben Salomon rédige le traité Liber urinarum au Xe siècle et le médecin byzantin Joannes Actuarius consacre au XIVe siècle le traité Sur les urines en sept volumes, monographie la plus importante qui subsiste de la médecine ancienne : 26 chapitres traitent de la valeur séméiologique de l'uroscopie.
Au Moyen Âge, les médecins débattent sur la préséance de l'uroscopie ou de la sphygmologie pour poser le meilleur diagnostic, les « mireurs d'urine » finissent par s'imposer. Le traité De Urinis écrit par le médecin Gilles de Corbeil au XIIe siècle est considéré comme le texte de référence sur l'uroscopie jusqu'au XVIe siècle. Le médecin Guillaume l'Anglais prétend dans son traité médico-astrologique De urina non visa de 1219 s'affranchir de l'examen de l'urine au profit de l'emploi de l’horoscope pour déduire l'état de santé du patient. Cette pseudo-science à l'origine de nombreuses erreurs de diagnostic est également l'objet de tromperies volontaires ou de prédictions de charlatans qui exploitent la crédulité des gens, virant à l'uromanie si ce n'est l'uromancie dès le XIIe siècle. Jean Fernel est au XVIe siècle le véritable fondateur de l'analyse clinique des urines.
La pratique de l'urosocopie en tant qu'examen visuel disparaît pratiquement au XVIIIe siècle avec l'avènement de la chimie mais persiste l'usage de la « roue des urines » (à l'origine nuancier d'une vingtaine de couleurs des urines aux teintes différentes selon l'état de santé suivant la théorie des humeurs, l'urine étant non seulement mirée, mais aussi sentie, touchée et goûtée) au XIXe siècle, cette roue uroscopique étant alors employée pour détailler les différentes saveurs d'urine. Cette pratique médicale est encore utilisée aujourd'hui pour diagnostiquer des infections qui touchent le système urinaire, le système sanguin, ou des hémorragies.

## Pratique
L'échantillon d'urine dans l'urinal est positionné par rapport à la « roue des urines » pour interpréter les sédiments, la clarté, la mousse et la couleur. Un bol de terre recevant un filet d'urine permet d'en évaluer la fluidité, les nuances chromatiques ou encore l'odeur, puis de la goûter.
Principales maladies détectées :
- diabète sucré (urina mellita, urine miellée) : urine sucrée, après dégustation
- ictère : urine jaune foncé, couleur brunâtre, et odeur fétide
- néphropathie : urine rouge et mousseuse
- tumeur des voies urinaires : urine ensanglantée